# Dipolo eléctrico

Líneas de campo de un dipolo magnético.

Superficies equipotenciales de un dipolo.

Un dipolo eléctrico es un sistema de dos cargas de signo opuesto e igual magnitud cercanas entre sí.
Los dipolos aparecen en cuerpos aislantes dieléctricos. A diferencia de lo que ocurre en los materiales conductores, en los aislantes los electrones no son libres. Al aplicar un campo eléctrico a un dieléctrico aislante éste se polariza dando lugar a que los dipolos eléctricos se reorienten en la dirección del campo disminuyendo la intensidad de éste.
Es el caso de la molécula de agua, aunque tiene una carga total neutra (igual número de protones que de electrones), presenta una distribución asimétrica de sus electrones, lo que la convierte en una molécula polar, alrededor del oxígeno se concentra una densidad de carga negativa, mientras que los núcleos de hidrógeno quedan desnudos, desprovistos parcialmente de sus electrones y manifiestan, por tanto, una densidad de carga positiva. Por eso en la práctica, la molécula de agua se comporta como un dipolo.
Así se establecen interacciones dipolo-dipolo entre las propias moléculas de agua, formándose enlaces o puentes de hidrógeno. La carga parcial negativa del oxígeno de una molécula ejerce atracción electrostática sobre las cargas parciales positivas de los átomos de hidrógeno de otras moléculas adyacentes. 
Aunque son uniones débiles, el hecho de que alrededor de cada molécula de agua se dispongan otras cuatro moléculas unidas por puentes de hidrógeno permite que se forme en el agua (líquida o sólida) una estructura de tipo reticular, responsable en gran parte de su comportamiento anómalo y de la peculiaridad de sus propiedades fisicoquímicas.

## Momento de un dipolo

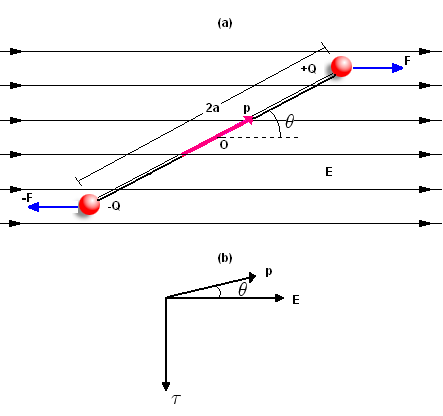
(a) Un dipolo eléctrico en un campo externo uniforme. (b) Una vista en perspectiva para visualizar el momento producido.

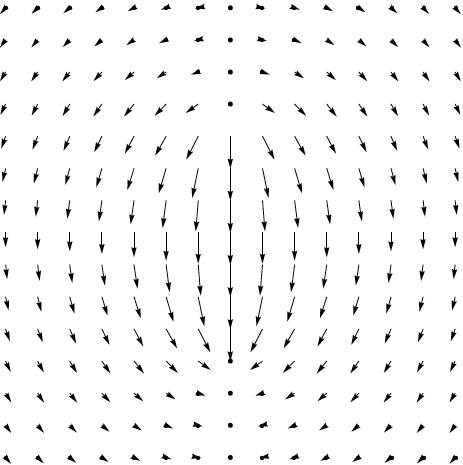
Campo eléctrico debido a un dipolo.

Si se coloca un dipolo en un campo eléctrico ({\displaystyle \scriptstyle {\vec {E}}}) uniforme, ambas cargas (+Q y -Q), separadas una distancia 2a, experimentan fuerzas de igual magnitud y de sentido contrario {\displaystyle (\scriptstyle {\vec {F}}} y {\displaystyle \scriptstyle -{\vec {F}})}, en consecuencia, la fuerza neta es cero y no hay aceleración lineal (ver figura (a)) pero hay un torque neto respecto al eje que pasa por O cuya magnitud está dada por:

{\displaystyle \tau =2F(a\sin \theta )=2aF\sin \theta \,\!}

Teniendo en cuenta que {\displaystyle F=qE\,\!} y {\displaystyle p=(2a)(q)\,}, se obtiene:

{\displaystyle \tau =2aqE\sin \theta =pE\sin \theta \,}

Así, un dipolo eléctrico sumergido en un campo eléctrico externo {\displaystyle \scriptstyle {\vec {E}}}, experimenta un torque que tiende a alinearlo con el campo:

{\displaystyle {\boldsymbol {\tau }}={\vec {p}}\times {\vec {E}}}

Los vectores respectivos se muestran en la figura (b).
Se define el momento dipolar eléctrico {\displaystyle \scriptstyle ({\vec {p}})} como una magnitud vectorial con módulo igual al producto de las cargas q por la distancia que las separa d, cuya dirección va de la carga negativa a la positiva:

{\displaystyle {\vec {p}}=q\cdot {\vec {d}}}

Para valores suficientemente bajos del módulo del campo eléctrico externo, puede probarse que el momento dipolar es aproximadamente proporcional a aquel. En efecto:

{\displaystyle {\vec {p}}=\alpha {\vec {E}}}

Siendo {\displaystyle \scriptstyle \alpha } la polarizabilidad electrónica.
Debe hacerse trabajo (positivo o negativo) mediante un agente externo para cambiar la orientación del dipolo en el campo. Este trabajo queda almacenado como energía potencial U en el sistema formado por el dipolo y el dispositivo utilizado para establecer el campo externo.
Si {\displaystyle \theta \,\!} en la figura (a) tiene el valor inicial {\displaystyle {\theta }_{0}\,\!}, el trabajo requerido para hacer girar el dipolo, está dado por:

{\displaystyle W=\int dW=\int _{{\theta }_{0}}^{\theta }\tau d\theta =U}

Teniendo en cuenta la igualdad (1):

{\displaystyle U=\int _{{\theta }_{0}}^{\theta }pE\sin \theta d\theta =pE\int _{{\theta }_{0}}^{\theta }\sin \theta d\theta =-pE[\cos \theta -\cos {\theta }_{0}]}

Como solo interesan los cambios de energía potencial, se escoge la orientación de referencia {\displaystyle {\theta }_{0}\,\!} de un valor conveniente, en este caso 90°. Así se obtiene:

{\displaystyle U=-pE\cos \theta \,\!}

lo cual se puede expresar en forma vectorial:

{\displaystyle U=-{\vec {p}}\cdot {\vec {E}}}

## Momento dipolar de una distribución de carga
Dos cargas puntuales iguales q y de signo contrario, separadas una distancia {\displaystyle \scriptstyle 2d_{p}} (colocada a lo largo del eje X) tienen un campo eléctrico dado por:

{\displaystyle \mathbf {E} ={\frac {1}{4\pi \epsilon _{0}}}\left({\frac {q\mathbf {r} _{+}}{r_{+}^{3}}}-{\frac {q\mathbf {r} _{-}}{r_{-}^{3}}}\right)}
{\displaystyle ={\frac {1}{4\pi \epsilon _{0}}}\left({\frac {q[(d\cos \theta -d_{p}){\hat {\mathbf {e} }}_{x}+(d\sin \theta ){\hat {\mathbf {e} }}_{y}]}{[(d\cos \theta -d_{p})^{2}+(d\sin \theta )^{2}]^{3/2}}}-{\frac {q[(d\cos \theta +d_{p}){\hat {\mathbf {e} }}_{x}+(d\sin \theta ){\hat {\mathbf {e} }}_{y}]}{[(d\cos \theta -d_{p})^{2}+(d\sin \theta )^{2}]^{3/2}}}\right)}

donde:
{\displaystyle \theta =\mathbf {p} \cdot {\hat {r}}} es el ángulo formado por el vector de posición de un punto dentro del campo y el momento dipolar del par de cargas.
{\displaystyle d\,} es la distancia al centro del dipolo.
Desarrollando la expresión anterior en desarrollo en serie de Taylor hasta primer orden se obtiene:

{\displaystyle \mathbf {E} _{dip}\approx {\frac {1}{4\pi \epsilon _{0}}}\left({\frac {-2qd_{p}}{[d^{2}+d_{p}^{2}]^{3/2}}}{\hat {\mathbf {e} }}_{x}+{\frac {6qd^{2}d_{p}\cos(\theta )}{[d^{2}+d_{p}^{2}]^{5/2}}}{\hat {\mathbf {e} }}_{y}\right)}

Ignorando {\displaystyle \scriptstyle d_{p}} frente a {\displaystyle \scriptstyle d}, teniendo en cuenta que {\displaystyle \scriptstyle |\mathbf {p} |=2qd_{p}} y que {\displaystyle \scriptstyle \cos \theta =\mathbf {p} \cdot {\hat {\mathbf {r} }}} y escribiendo rotando a ejes generales se tiene:

{\displaystyle \mathbf {E} _{dip}={\frac {1}{4\pi \epsilon _{0}}}\left({\frac {-\mathbf {p} }{d^{3}}}+{\frac {3(\mathbf {p} \cdot {\hat {\mathbf {r} }}){\hat {\mathbf {r} }}}{d^{3}}}\right)={\frac {1}{4\pi \epsilon _{0}}}\left({\frac {3(\mathbf {p} \cdot {\hat {\mathbf {r} }}){\hat {\mathbf {r} }}-\mathbf {p} }{d^{3}}}\right)}

## Densidad volumétrica dipolar y densidades de carga ligada
Si en lugar de disponer de un único dipolo disponemos de una cierta distribución dipolar de carga hemos de introducir una nueva característica del medio definida como el momento dipolar por unidad de volumen.

{\displaystyle {\vec {P}}={\frac {d{\vec {p}}}{d\tau }}}

Esta densidad dipolar "genera" unas densidades de carga que crean un campo equivalente a las cargas libres. Se genera una densidad de carga volumétrica en toda la distribución y una carga superficial en la frontera que separa el material del exterior. Vienen dadas por las siguientes expresiones.

{\displaystyle \rho _{l}=-\nabla \cdot {\vec {P}}}

{\displaystyle \sigma _{l}={\vec {P}}\cdot {\hat {n}}}

### Demostración
La demostración del teorema es la siguiente:
| Demostración |
| Sabiendo que el potencial creado por un dipolo eléctrico viene dado por {\displaystyle V=-{\frac {1}{4\pi \epsilon _{0}}}{\frac {{\vec {p}}\cdot {\hat {r}}}{r^{2}}}} Tenemos que el potencial creado es por tanto: {\displaystyle V=-{\frac {1}{4\pi \epsilon _{0}}}\int _{\tau }{\frac {{\vec {P}}\cdot {\hat {r}}}{r^{2}}}d\tau } Conociendo las identidades vectoriales: {\displaystyle -\nabla \cdot {\frac {1}{r}}={\frac {\hat {r}}{r^{2}}}} y {\displaystyle -{\vec {P}}\cdot \nabla \cdot {\frac {1}{r}}=\nabla \cdot ({\vec {P}}\cdot {\frac {1}{r}})-\nabla \cdot {\vec {P}}{\frac {1}{r}}} Tenemos que: {\displaystyle V={\frac {1}{4\pi \epsilon _{0}}}\int _{\tau }(\nabla \cdot ({\vec {P}}\cdot {\frac {1}{r}})-(\nabla \cdot {\vec {P}})\cdot {\frac {1}{r}})d\tau } Finalmente aplicando el teorema de Gauss al primer miembro: {\displaystyle V={\frac {1}{4\pi \epsilon _{0}}}\int _{\delta \tau }{\frac {\vec {P}}{r}}d{\vec {S}}-{\frac {1}{4\pi \epsilon _{0}}}\int _{\tau }{\frac {\nabla \cdot {\vec {P}}}{r}}d\tau } O en términos de las densidades ligadas de carga: {\displaystyle V={\frac {1}{4\pi \epsilon _{0}}}\int _{\delta \tau }{\frac {\sigma _{l}}{r}}dS+{\frac {1}{4\pi \epsilon _{0}}}\int _{\tau }{\frac {\rho _{l}}{r}}d\tau } |